# Turnstile (Band)
Turnstile (englisch Drehkreuz) ist eine US-amerikanische Hardcore-Band aus Baltimore, Maryland. Die Band wurde im Jahre 2010 gegründet und veröffentlichte bislang vier Studioalben und sechs EPs. Die Band wurde dreimal für einen Grammy nominiert.

## Geschichte

### Gründung undNonstop Feeling(2010 bis 2017)
Die Band bestand ursprünglich aus dem Sänger Brendan Yates, den Gitarristen Brady „B-Rady“ Ebert und Sean „Coo“ Cullen, dem Bassisten Franz „Freaky Franz“ Lyons und dem Schlagzeuger Daniel „D-Fang“ Fang. Noch im Gründungsjahr veröffentlichten Turnstile ein Demo, welches ihnen im darauffolgenden Jahr einen Vertrag bei Reaper Records einbrachte. In den Jahren 2011 und 2013 veröffentlichte die Band die EPs Pressure to Succeed und Step 2 Rhythm, bevor am 13. Januar 2015 das von Brian McTernan produzierte Debütalbum Nonstop Feeling erschien. Turnstile gingen zunächst mit Superheaven auf Tournee, gefolgt von einer Europatournee im Vorprogramm von Sick of It All und Ignite. Im Frühjahr 2015 tourten Turnstile im Vorprogramm von New Found Glory durch Nordamerika. 
Nach dieser Tour verließ der Gitarrist Sean „Coo“ Cullen Turnstile und wurde durch Pat McCrory ersetzt, der zuvor bei Angel Du$t spielte. Mit McCrory veröffentlichte die Band am 16. September 2016 die dritte EP Move Thru Me über Pop Wig Records. Kurioserweise wurden Turnstile bereits im Mai 2016 von Roadrunner Records unter Vertrag genommen. Im Sommer 2016 spielten Turnstile auf den europäischen Festivals With Full Force, Graspop Metal Meeting, Hellfest und Vainstream Rockfest. Ein Jahr später traten sie unter anderem auf dem US-amerikanischen Festival Rock on the Range auf. 

### Time & Space(2018 bis 2019)
Zusammen mit dem Produzenten Will Yip nahm die Band ihr zweites Studioalbum Time & Space auf, welches am 23. Februar 2018 erschien. Das Album stieg auf Platz 89 der deutschen Albumcharts ein und belegte Platz eins der US-amerikanischen Heatseekers Charts, die nur Künstler berücksichtigen, die noch kein Album in den Top 100 der regulären Albumcharts vorweisen können. Insgesamt erreichte das Album alleine in den USA 36.000 Album-equivalente Einheiten. Im Frühjahr 2018 tourte die Band mit Touché Amoré durch Nordamerika. Turnstile wurden bei den Kerrang! Awards 2018 in der Kategorie Best International Breakthrough nominiert. Der Preis ging jedoch an Code Orange. Darüber hinaus kürte das Magazin Kerrang! Time & Space zu ihrem Album des Jahres 2018.
Im Sommer 2018 spielten Turnstile auf den europäischen Festivals Copenhell, Hellfest sowie in den Vereinigten Staaten beim Louder Than Life und Rock on the Range. Bei den Heavy Music Awards 2019 wurden Turnstile in der Kategorie Best International Artist und Time & Space in der Kategorie Best Album nominiert. Die Preise gingen jedoch an die Bands Parkway Drive bzw. Architects. Drei der Lieder des Albums Time & Space wurden in Zusammenarbeit mit dem australischen DJ Mall Grab überarbeitet und am 7. Januar 2020 als EP mit dem Titel Share a View veröffentlicht.

### Glow On(2021 bis 2024)
Anschließend begann die Band mit der Arbeit an ihrem dritten Studioalbum und entschieden sich für Mike Elizondo als Produzenten. Dieser wurde durch seine Zusammenarbeit mit Rappern wie Eminem oder Dr. Dre bekannt. Als Gastsänger sind der britische Sänger Blood Orange und die US-amerikanischen Singer-Songwriterin Julien Baker zu hören. Zunächst erschien am 27. Juni 2021 die EP Turnstile Love Connection und dann am 27. August 2021 das dritte Studioalbum Glow On, welches Platz neun der deutschen, Platz 30 der US-amerikanischen, Platz 46 der Schweizer, Platz 62 der britischen und Platz 75 der österreichischen Albumcharts erreichte. Das deutsche Magazin Visions kürte Glow On zunächst zum Album des Monats und später zum Album des Jahres. Das US-amerikanische Onlinemagazin Revolver wählte Glow On zum besten Hardcore-Alben des Jahres, während das deutsche Onlinemagazin laut.de Glow On zum Metal-Album des Jahres 2021 kürte.
Am 15. Dezember 2021 traten Turnstile mit dem Liedern Mystery und T.L.C. in der NBC-Show Late Night with Seth Meyers auf. Am 2. März 2022 folgte ein Auftritt mit dem Titel Mystery in der ABC-Show Jimmy Kimmel Live!. Bei den Heavy Music Awards 2022 wurden Turnstile in der Kategorie Best International Artist und Glow On in der Kategorie Best Album nominiert, die Preise gingen jedoch an die Bands Architects bzw. Beartooth. Bei den Kerrang! Awards 2022 erhielten Turnstile eine Nominierung in der Kategorie Best Live Act. Der Preis ging an die Twenty One Pilots. Turnstile tourten im Sommer 2022 mit Chubby and the Gang durch Europa und nahmen an der Reuniontournee von My Chemical Romance teil. Im August 2022 verließ der Gitarrist Brady Ebert die Band. Schlagzeuger Daniel Fang hatte zunächst gerichtlich versucht, ein Kontaktverbot gegenüber Ebert zu erwirken. Dieses wurde jedoch vom Maryland District Court abgelehnt. Brady Ebert wurde bereits seit Jahresbeginn durch Greg Cerwonka von der Band Take Offence vertreten.
Im Herbst 2022 touren Turnstile mit JPEGMafia und Snail Mail durch Nordamerika. Turnstile erhielten bei den Grammy Awards 2023 drei Nominierungen. Das Lied Holiday wurde in der Kategorie Best Rock Performance nominiert, während das Lied Blackout Nominierungen in den Kategorien Best Rock Song und Best Metal Performance erhielt. Im Sommer 2023 spielten Turnstile als Vorgruppe der Reunion-Tournee von Blink-182 in Nordamerika. Verstärkt wurde die Band durch die Tourgitarristin Meg Mills. Am 11. August 2023 wurde die EP New Heart Designs veröffentlicht, bei der drei Lieder vom Album Glow On von der kanadischen Instrumental-Jazz-Trio BadBadNotGood überarbeitete wurden. Der Remix von Alien Love Call wurde bei den Grammy Awards 2024 in der Kategorie Best Remixed Recording, Non-Classical nominiert.

### Never Enough(seit 2025)
Am 1. April 2025 tauchte am Sunset Boulevard in Los Angeles eine Plakatwand mit der Aufschrift „Never Enough Turnstile“ und dem Datum 6. Juni auf. Die bisherige Tourgitarristin Meg Mills wurde zum vollwertigen Bandmitglied befördert. Wenige Tage später bestätigte die Band ihr viertes Studioalbum Never Enough für den 6. Juni 2025, welches vom Sänger Brendan Yates produziert wurde. Never Enough erreichte Platz sieben der deutschen, Platz neun der US-amerikanischen, Platz elf der britischen, Platz 23 der Schweizer und Platz 25 der österreichischen Albumcharts. Turnstile spielten im Sommer auf dem Hellfest und dem Glastonbury-Festival und kündigten für den Herbst 2025 eine US-Tour mit Speed, Amyl and the Sniffers, Blood Orange und Mannequin Pussy und danach eine Europatournee mit High Vis und The Garden an.

## Stil

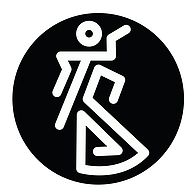
Alternatives Bandlogo

James Christopher Monger vom Onlinemagazin Allmusic beschrieb Turnstile als „draufgängerischen, von der Jugend getriebenen Hardcore Punk mit Herz“. Ihre Mischung aus „klassischem US-amerikanischen Hardcore mit glühendem, mit Groove beladenen Metalcore wäre sowohl klanglich als auch ideologisch tadellos“. Jan Schwarzkamp vom deutschen Magazin Visions beschrieb Turnstile auf Time & Space als „Stil-Amalgam aus Spät-80er/Früh-90er-Ikonen wie Snapcase, Leeway, Uniform Choice, Quicksand, Into Another, Battery, Inside Out, Black Train Jack und den schelmischen Murphy’s Law“.
Sein Kollege Gerrit Köppl schrieb zu Glow On, dass „Hardcore seit seiner Erfindung nicht mehr so modern und weitgedacht klang“. Jan Jaedike vom deutschen Magazin Rock Hard bezeichnete Turnstile als Band, die „sich jeglicher stilistischer Einsortierung entzieht“. Er verglich ihre Musik mit entstaubten Pop-Punk oder radiofreundliche Refused. Laut Thomas Strater vom deutschen Magazin Metal Hammer klingen Turnstile „frisch, modern und bewegen sich fernab jeglicher Hardcore-Klischees“.

## Diskografie
Studioalben

| Jahr | Titel Musiklabel                      | Höchstplatzierung, Gesamtwochen, AuszeichnungChartplatzierungen (Jahr, Titel, Musiklabel, Platzierungen, Wochen, Auszeichnungen, Anmerkungen) | Höchstplatzierung, Gesamtwochen, AuszeichnungChartplatzierungen (Jahr, Titel, Musiklabel, Platzierungen, Wochen, Auszeichnungen, Anmerkungen) | Höchstplatzierung, Gesamtwochen, AuszeichnungChartplatzierungen (Jahr, Titel, Musiklabel, Platzierungen, Wochen, Auszeichnungen, Anmerkungen) | Höchstplatzierung, Gesamtwochen, AuszeichnungChartplatzierungen (Jahr, Titel, Musiklabel, Platzierungen, Wochen, Auszeichnungen, Anmerkungen) | Höchstplatzierung, Gesamtwochen, AuszeichnungChartplatzierungen (Jahr, Titel, Musiklabel, Platzierungen, Wochen, Auszeichnungen, Anmerkungen) | Anmerkungen                            |
| Jahr | Titel Musiklabel                      | DE | AT | CH | UK | US | Anmerkungen                            |
| ---- | ------------------------------------- | --- | --- | --- | --- | --- | -------------------------------------- |
| 2015 | Nonstop Feeling Reaper Records (Reap) | — | — | — | — | — | Erstveröffentlichung: 10. Januar 2015  |
| 2018 | Time & Space Roadrunner Records (WMG) | DE89 (1 Wo.)DE | — | — | — | — | Erstveröffentlichung: 23. Februar 2018 |
| 2021 | Glow On Roadrunner Records (WMG)      | DE9 (6 Wo.)DE | AT75 (1 Wo.)AT | CH30 (2 Wo.)CH | UK62 (1 Wo.)UK | US30 (1 Wo.)US | Erstveröffentlichung: 27. August 2021  |
| 2025 | Never Enough Roadrunner Records (WMG) | DE7 (… Wo.)DE | AT25 (… Wo.)AT | CH23 (1 Wo.)CH | UK11 (… Wo.)UK | US9 (… Wo.)US | Erstveröffentlichung: 6. Juni 2025     |

## Musikpreise
| Jahr | Kategorie              | für      | Resultat  |
| ---- | ---------------------- | -------- | --------- |
| 2023 | Best Rock Performance  | Holiday  | Nominiert |
| 2023 | Best Rock Song         | Blackout | Nominiert |
| 2023 | Best Metal Performance | Blackout | Nominiert |

| Jahr | Kategorie                      | für          | Resultat  |
| ---- | ------------------------------ | ------------ | --------- |
| 2019 | Best Album                     | Time & Space | Nominiert |
| 2019 | Best International Artist      | Turnstile    | Nominiert |
| 2022 | Best Album                     | Glow On      | Nominiert |
| 2022 | Best International Artist      | Turnstile    | Nominiert |
| 2023 | Best International Live Artist | Turnstile    | Nominiert |

| Jahr | Kategorie                            | für       | Resultat  |
| ---- | ------------------------------------ | --------- | --------- |
| 2023 | Best New Artist (Alternative & Rock) | Turnstile | Nominiert |

| Jahr | Kategorie                       | für       | Resultat  |
| ---- | ------------------------------- | --------- | --------- |
| 2018 | Best International Breakthrough | Turnstile | Nominiert |
| 2022 | Best Live Act                   | Turnstile | Nominiert |